# Janusz Różycki
Janusz Różycki (Varsó, 1939. május 10. –) olimpiai és világbajnoki ezüstérmes lengyel tőrvívó, Jerzy Różycki matematikus és kriptográfus fia.